# X González
X González, pseudonimo di Emma González (11 novembre 1999), è un'attivista statunitense, impegnata per il controllo delle armi da fuoco.
Nel febbraio 2018, durante l'ultimo anno di liceo, è sfuggita al massacro di Parkland, che ha avuto luogo presso la Marjory Stoneman Douglas High School in Florida, diventando quindi una figura di attivista impegnata contro la proliferazione di armi da fuoco negli Stati Uniti.

## Biografia

### Origini e formazione
Emma González è cresciuta a Parkland, in Florida, un sobborgo dell'area metropolitana di Miami. Sua madre è un'insegnante di matematica e suo padre è un avvocato specializzato nella sicurezza informatica, emigrato da Cuba a New York nel 1968. Ha due fratelli più grandi. Si è dichiarata bisessuale.
Emma González si è diplomata alla Marjory Stoneman Douglas High School nella primavera 2018, pochi mesi dopo il massacro. È stata presidente della gay–straight alliance. Al liceo, era stata anche leader del team di monitoraggio sul Progetto Aquila, una missione il cui scopo era di inviare un pallone meteorologico scolastico "ai margini dello spazio"; il progetto è stato documentato dal compagno di classe David Hogg. Ama la scrittura creativa e l'astronomia ma non la matematica. Attualmente studia al New College of Florida.
Il giorno della sparatoria, era nell'auditorium della scuola con dozzine di altri studenti quando l'autore della strage, Nikolas Cruz, fece scattare l'allarme antincendio. Ha tentato di uscire attraverso il corridoio, ma le venne detto di mettersi al riparo nell'auditorium, dove è rimasta per due ore finché la polizia non ha fatto uscire gli studenti.

### Attivismo

#### Never Again MSD

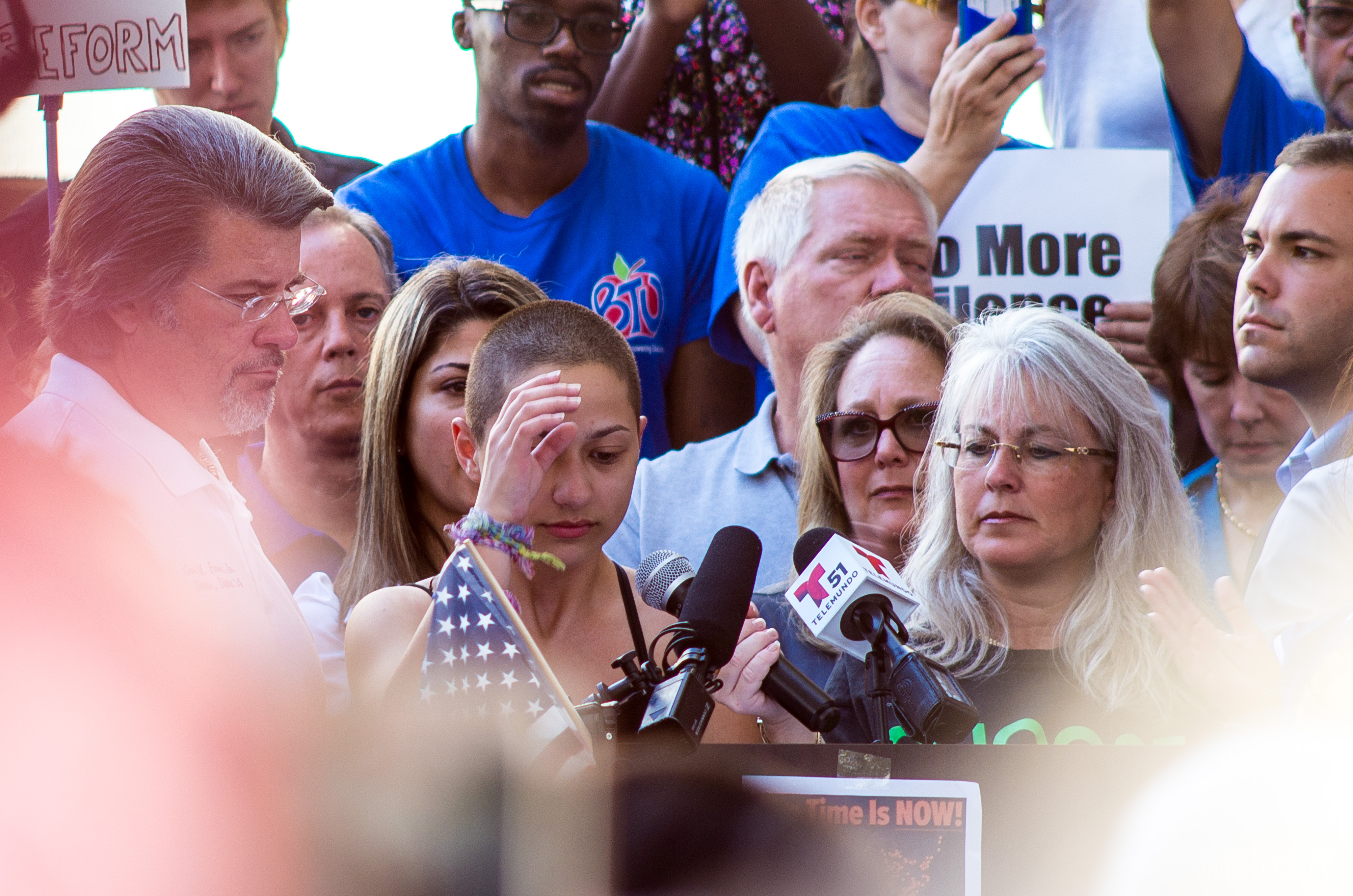
Emma Gonzalez alla manifestazione per sostenere la legislazione sulla sicurezza delle armi da fuoco a Fort Lauderdale il 17 febbraio 2018.

In risposta alla violenza armata, lei e altri compagni di classe hanno fondato Never Again MSD, che sostiene un maggiore controllo della proprietà delle armi da fuoco con leggi più severe e l'influenza politica della National Rifle Association of America.

#### March for our Lives
Il 24 marzo 2018 Emma González si è unita alla March for Our Lives (Marcia per le nostre vite), una protesta di massa mondiale guidata da Never Again MSD contro la violenza armata: come data era stato scelto il giorno in cui una delle vittime di Parkland, Nicholas Dworet, avrebbe compiuto 18 anni. Nell'occasione ha tenuto un discorso inframezzato da quattro minuti di completo silenzio, pari alla durata della sparatoria nella scuola. Le sue parole conclusive sono state: "Combattete per le vostre vite prima che sia il lavoro di qualcun altro!". Il suo intervento ha ricevuto una risposta molto positiva e ampia nei media internazionali.